# Kremlj
Kremlj (ruski: кремль) je ruska riječ za dvorac, tvrđu, kaštil, kaštel, citadelu i odnosi se na mnoštvo utvrđenih središnjih građevinskih objekata u povijestnim ruskim gradovima. 
Sam izraz "Kremlj" se uglavnom rabi za najpoznatijeg od svih njih, Moskovski Kremlj.

## Popis ruskih gradova s kremljima
- UNESCO-ove znamenitosti svjetske baštine
  - Moskva
  - Novgorod
  - Kazan

- postojeći
  - Nižnji Novgorod
  - Pskov
  - Smolensk
  - Kolomna
  - Astrahan
  - Zarajsk
  - Tobolsk
  - Tula

- ruševine
  - Gdov
  - Izborsk
  - Porhov
  - Serpuhov
  - Velikije Luki

- bez zidova
  - Dmitrov
  - Rostov
  - Rjazanj
  - Vologda
  - Jaroslavlj

- u tragovima
  - Borovsk
  - Opočka
  - Starodub

- nepoznatog stanja
  - Ostrov
  - Toržok
  - Volokolamsk